# El nombre del viento
El nombre del viento. Crónica del asesino de reyes: primer día (título original: The Name of the Wind. The Kingkiller Chronicle: Day One) es una novela de fantasía épica, perteneciente a la serie Crónica del Asesino de Reyes, escrita por Patrick Rothfuss, escritor estadounidense y profesor adjunto de lengua y filología inglesa en la Universidad de Wisconsin. Se publicó por primera vez en Estados Unidos en el 2007, y en España en mayo del 2009. Ha vendido más de 800.000 copias.
Es la primera novela de Patrick Rothfuss. La crítica de su país ha equiparado su obra con la de grandes escritores fantásticos, como J. R. R. Tolkien, Ursula K. Le Guin, Robert Jordan y George R. R. Martin, pero destaca su originalidad. La novela cuenta la historia de Kvothe, un personaje legendario que, tras años de retiro, accede a contar a un cronista los verdaderos motivos por los que se convirtió en leyenda. Tras el éxito de esta primera novela, su secuela, El temor de un hombre sabio, llegó en el 2011. La tercera parte, Las puertas de piedra, continúa redactándose, aunque debido al “bloqueo del autor” que padece el escritor es posible que no sea publicada nunca.

## Sinopsis
"He robado princesas a reyes agónicos. Incendié la ciudad de Trebon. He pasado la noche con Felurian y he despertado vivo y cuerdo. Me expulsaron de la Universidad a una edad a la que a la mayoría todavía no los dejan entrar. He recorrido de noche caminos de los que otros no se atreven a hablar ni siquiera de día. He hablado con dioses, he amado a mujeres y he escrito canciones que hacen llorar a los bardos. Me llamo Kvothe. Quizá hayas oído hablar de mí."
"I have stolen princesses back from sleeping barrow kings. I burned down the town of Trebon. I have spent the night with Felurian and left with both my sanity and my life. I was expelled from the University at a younger age than most people are allowed in. I tread paths by moonlight that others fear to speak of during day. I have talked to gods, loved women, and written songs that make the minstrels weep. You may have heard of me."
- Patrick Rothfuss

La obra se desarrolla en un mundo fantástico y narra la historia de Kvothe (pronunciado “Cuouz”), arcanista, asesino, enamorado, músico, estudiante y aventurero; y de cómo se convirtió en un personaje legendario. Usando el nombre de Kote para ocultar su verdadera identidad, regenta una apartada posada llamada Roca de Guía, acompañado de su discípulo Bast. Un día les visita Devan Lochees, un escribano conocido como “Cronista”, interesado en escribir las biografías de las figuras más importantes de su tiempo, quien intenta convencerle para que revele su verdadera historia. Kvothe accede, con la condición de hacerlo en tres días.

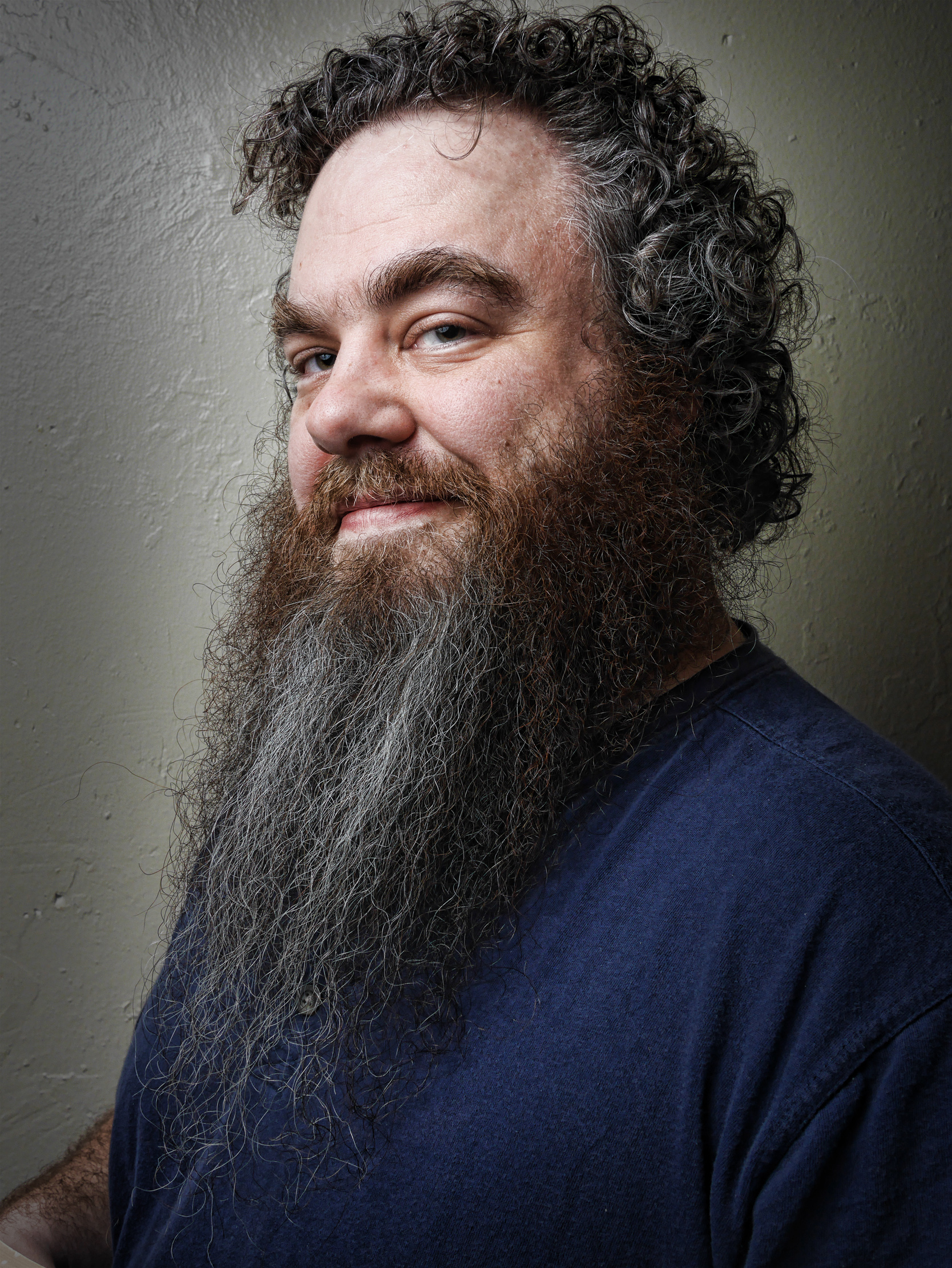
Patrick Rothfuss, autor de El nombre del viento, en 2014

El nombre del viento, el primer libro de la trilogía Crónica del asesino de reyes, constituye el día uno de esta narración. La historia de Kvothe comienza en los años de su infancia como miembro de una familia de artistas itinerantes, los Edena Ruh, formada por músicos, actores, acróbatas y juglares. En este ambiente crece convirtiéndose en un niño prodigio para la música y los cuentos, alegre y diplomático. Un día, viajando con su familia para una función, conoce al arcanista Abenthy, al que invita a unirse a su troupe después de oírle pronunciar una magia imposible: el nombre del viento. Abenthy descubre en Kvothe un talento natural y decide convertirse en su primer maestro. Kvothe sin duda tiene algo más que simple talento natural y su aprendizaje avanza a una velocidad inesperada, pero un día Abenthy (o Ben, como le llama Kvothe) debe dejar la troupe, interrumpiendo así la educación de Kvothe. Poco tiempo después la troupe es asesinada por los Chandrian, unos seres oscuros legendarios, quienes actúan sin motivos aparentes.
Tras una serie de acontecimientos y retos, Kvothe viaja a la Universidad, un prestigioso centro de educación mágica que solo puede permitirse la gente con dinero y poder. A pesar de las dificultades económicas que atraviesa, el protagonista logra hacerse un hueco en la Universidad gracias a sus grandes dotes, donde pretende estudiar para convertirse en arcanista. Aunque llega a ser un estudiante destacado debido a su talento mágico, Kvothe destacará sobre todo por sus habilidades con el laúd, como corresponde a los Edena Ruh. Gracias a la música, Kvothe consigue parte del dinero que necesita para pagar la Universidad y se conoce a la joven Denna en la posada en la que toca. Junto a ella visita una granja que fue atacada durante una boda, pues sospecha que los mismos Chandrian que asesinaron a sus padres podrían estar detrás del suceso. Sin embargo, ambos acabarán encontrándose con un draccus (una especie de dragón) y sin ninguna pista que los conduzca a los Chandrian. 
De vuelta a la posada, el primer día de la narración acaba de forma abrupta cuando un mercenario, aparentemente poseído por un demonio, ataca a los clientes. Una vez que el mercenario es asesinado, Bast acude a Cronista con la espera de que él pueda acabar con la apatía de Kvothe si se centra en los aspectos más heroicos de su historia.

## Estructura
El libro se divide en dos líneas temporales: el presente, con narrador en tercera persona; y el pasado, narrado directamente por Kvothe a partir de sus memorias y vivencias personales. La historia se inicia en el presente, en la posada que regenta Kvothe junto a Bast, pero la trama se desarrolla sobre todo en el pasado, desde la infancia del protagonista hasta su primer año en la Universidad. A veces, la narración de Kvothe para Cronista se ve interrumpida en los "interludios", en los que se presenta a los personajes que frecuentan la posada.

## Personajes principales

### Kvothe
Su nombre completo es Kvothe, hijo de Arliden, y es el protagonista de la historia. Ha tenido gran cantidad de oficios bajo distintos nombres: Kote, Reshi, Maedre, Dulator, Shadicar, Dedo de Luz, Seis Cuerdas, Kvothe el Sin Sangre, Kvothe el Arcano, Kvothe el Asesino de Reyes. De ojos verdes y pelo rojizo, Kvothe es un personaje muy inteligente, intuitivo, fuerte y ágil. Es un guerrero y una leyenda a la vez que músico; no va a a ninguna parte sin su laúd.

### Denna
Denna es el personaje femenino principal de la historia y el interés amoroso de Kvothe. Se trata de una hermosa joven de cabello castallo, elegante e inteligente, y al igual que Kvothe tiene un gran talento para la música. A lo largo de la historia se hace llamar por diferentes nombres, como Dianne, Alora, Dyanae, Dinael, Dinay, Dianah, Donna, Dinnah o Dyane.

### Bast
Bast es discípulo y asistente de Kvothe, y también su mejor amigo. Su nombre completo es Bastas, hijo de Remmen, príncipe del Crepúsculo y del Telwyth Mael. De apariencia es un joven de cabello oscuro y ojos azules, pero tiene más de 150 años y en realidad es un Fata que trata de ocultar su verdadera apariencia.

### Cronista
El Cronista ha de mantener a Kvothe conversando para que éste recuerde quién es y deje constancia de su vida. Su verdadero nombre es Devan Lochees. Es un escritor que estudió en la Universidad y es miembro del Arcano. Toma la inspiración para sus historias embarcándose en viajes por los Cuatro Rincones de la Civilización. Es capaz de escribir a la misma velocidad a la que puede hablar una persona.

### Auri
Auri es una joven que vive en las instalaciones subterráneas de la universidad (lo que ella llama "La Subrealidad"). Es una chica delicada de pelo rubio, descrita como muy inteligente a pesar de ser algo excéntrica. Auri es de hecho el personaje principal de otro libro publicado posteriormente por Patrik Rothfuss, La música del silencio (octubre 2014), que aunque no forma parte directa de la trilogía Crónica del asesino de reyes, gira en torno a ella.

### Elodin
Elodin es el más joven de los nueve maestros de la Universidad, en la que se encarga de la cátedra de Nominación. Es uno de los personajes que más complicidad tiene con Kvothe, con quien mantiene conversaciones a lo largo del libro con una clara intención humorística por parte del autor. Se convierte en el padrino de Kvothe.

## Magia
El nombre del viento presenta formas muy diversas de telequinesis, entre las que destacan dos. La primera, llamada "simpatía", es el uso especial de una fuerza (Alar) para conectar de forma inmaterial dos objetos, y por tanto poder controlar ambos. La capacidad de practicar simpatía depende de la termodinámica, dado que para manipular dos objetos se requiere más fuerza que el peso total de los dos objetos juntos. Esto se debe a que la energía se pierde en forma de calor en los mismos objetos, en el espacio entre ambos y en el simpatista. La segunda es la "nominación", que está limitada por el poder individual de descubrir, de forma intuitiva, el verdadero nombre de una fuerza o un objeto. Ya que los nombres no se pueden entender de forma directa, emplear el verdadero nombre de algo es posible solo mediante un gran esfuerzo o por la respuesta del nominador ante una situación de vida o muerte.
Las otras variedades son la "sigaldría", una forma de simpatía que funciona a través de la runas; y la alquimia, que se entiende como una línea alternativa de la química que difiere de ésta en sus propiedades.

## Recepción
El libro ha recibido muy buenas críticas, tanto de la prensa especializada como del público, desde su lanzamiento. El estilo de Patrick Rothfuss ha sido comparado con el de otros grandes autores del género fantástico, como Tolkien, Robert Jordan, George R. R. Martin o Ursula K. Le Guin. Sobre Rothfuss y El nombre del viento, Ursula K. Le Guin señaló que «Es extraño, pero un gran placer, encontrar a alguien que escribe como Patrick Rothfuss, no solo con la precisión lingüística que se me antoja imprescindible para escribir fantasía, sino con verdadera música en las palabras.»
Rosa Montero escribió para El País: «El nombre del viento tiene algo más, algo que me hizo terminar el librote y disfrutar de muchas de sus páginas. En primer lugar, está bellamente escrito; hay imágenes certeras y frases poderosas. Los personajes están bien observados, los movimientos del corazón son convincentes. [...] La historia te hace a veces pensar y a veces sentir.» En el mismo periódico, el escritor Justo Navarro se refirió a El nombre del viento como «una celebración del gusto de contar historias».
La reseña del libro en la revista Cinemanía cita a Patrick Rothfuss como «uno de los mejores autores del género ya con su primera obra», y señala que El nombre del viento es un libro con un «estilo directo, maduro, con unos personajes brillantes y sólidos, bien construidos, que se mueven en un mundo lleno de detalles que en ningún momento se hace aburrido. Y el estilo nunca deja de ser sencillo y cercano. Una gozada de texto.»
La prensa estadounidense también alabó la obra de Rothfuss.  Michael Berry, del San Francisco Chronicle, escribió que «Esta no es la típica novela de literatura fantástica, con búsquedas sin sentido y un dramatismo exagerado. Al contrario, es una historia de iniciación, llena de humor, de acción y con sólo un toque ocasional de magia.» En la crítica escrita en Barnes & Noble se asegura que «los fans de la fantasía, cuando empiecen a leer El nombre del viento, deberán estar preparados para perder todo contacto con el mundo real para sumergirse en este cuento de magia, amor y aventura tan inmensamente original».
El nombre del viento tiene una puntuación de 4'5/5 en Goodreads, con un 97% de críticas positivas.
Premios
- Premio Quill (2007)[14]
- Best Books of the Year (2007) - Publishers Weekly - Science Fiction/Fantasy/Horror[15]

- Best Book of 2007 - FantasyLiterature.com[16]

## Secuela
Tras el enorme éxito de El nombre del viento, Patrick Rothfuss envió en mayo de 2009 a su editor un borrador de lo que sería una futura segunda parte. Un año más tarde, el autor confirmó que la secuela del libro llegaría en marzo de 2011, tres años más tarde que la fecha estimada originalmente. Rothfuss aclaró que realizaría varias revisiones una vez terminada la novela, lo que podría atrasar la publicación varios meses ya que El temor de un hombre sabio era «dos o tres veces más grande que un libro normal»."
Finalmente, El temor de un hombre sabio. Crónica del asesino de reyes: segundo día se publicó el 1 de marzo de 2011 en los Estados Unidos. Debutó la primera semana de su lanzamiento en el número uno de ventas de The New York Times. La traducción al castellano llegó en noviembre del mismo año.

## En la cultura popular
- La banda finlandesa de metal sinfónico Nightwish tiene una canción titulada Edema Ruh en su álbum Endless Forms Most Beautiful, publicado en 2015.